# جين إيفانز أليوت
جين إيفانز أليوت (بالإنجليزية: Jane Evans Elliot)‏ هي كاتبة يوميات أمريكية، ولدت في 7 أبريل 1820 في فاييتفيل في الولايات المتحدة، وتوفيت في 5 ديسمبر 1886 في Ellerslie (Linden, North Carolina) ‏ في الولايات المتحدة.